# Ільницька сільська рада (Хустський район)
| Ільницька сільська рада — колишній орган місцевого самоврядування у Хустському районі Закарпатської області з адміністративним центром у с. Ільниця. Розташована в підніжжі г.Бужора в долині річки Синявка. Сільській раді були підпорядковані населені пункти: - с. Ільниця Рада складалася з 30 депутатів та голови. |

## Керівний склад сільської ради
| ПІБ                           | Основні відомості                                                         | Дата обрання | Дата звільнення |
| ----------------------------- | ------------------------------------------------------------------------- | ------------ | --------------- |
| Король Федір Федорович        | Сільський голова, 1964 року народження, освіта, безпартійний              | 26.03.2006   | 31.10.2010      |
| Симканинець Віктор Андрійович | Сільський голова, 1974 року народження, освіта, член партії Єдиний Центр. | 31.10.2010   |                 |

Примітка: таблиця складена за даними джерела

## Природні об'єкти та історичні пам'ятки
- скала «Смерековий камінь» — природний об'єкт для альпіністського спорту
- пам'ятник воїнам — визволителям Ільниці від німецьких загарбників
- греко-католицька церква побудована в 1709 році з великих каменів-валуні
- урочище «Вацок»

## Природні багатства
Буре вугілля, бентонітові глини, камінь-андезит, залізна руда кіновар (сировина для добування живого срібла ртуті), знайдено розсипи золота. На глибині 3-х тисяч метрів знаходиться природний газ.

## Відомі вихідці
- Фенич Василь Юрійович (1914—1949) — прозаїк
- Паулик Маргарета (1941 р.н.) — поетеса
- Капітан Іван Іванович — командир партизанського загону, що десантувався в 1944 р. в Шаланецькій горі, секретар Іршавського і Свалявського райкомів компартії,

- малолітні діти,які знущаються над котенятами: вішають їх, б'ють молотком і лопатою до смерті (відеофакт зафіксовано у І-нет мережі 16.09.2023)

## Населення
За переписом населення України 2001 року в сільській раді мешкали 8902 особи.

### Мова
Розподіл населення за рідною мовою за даними перепису 2001 року:
| Мова       | Відсоток |
| ---------- | -------- |
| українська | 99,06 %  |
| російська  | 0,82 %   |
| білоруська | 0,04 %   |
| угорська   | 0,03 %   |
| молдовська | 0,01 %   |